# پرا کوریو
پرا کوریو (به لاتین: Pera Chorio) یک روستا در قبرس است که در ناحیه نیکوزیا واقع شده‌است.

## خصوصیات
پرا کوریو  ۲٬۲۳۶ نفر جمعیت دارد.